# 真近點角
真近點角 (True Anomaly)（{\displaystyle T\,\!}，也可以寫成{\displaystyle \nu \ }）在天文學是轨道平面上，卫星与近地点之间的椭球焦点角距，如图中的角z-s-p。

## 從狀態向量計算
橢圓軌道的真近點角{\displaystyle T\,\!}可以從軌道狀態向量]]計算如下：
{\displaystyle T=\arccos {{\mathbf {e} \cdot \mathbf {r} } \over {\mathbf {\left|e\right|} \mathbf {\left|r\right|} }}}（如果{\displaystyle \mathbf {r} \cdot \mathbf {v} <0}，然後以2π − T取代T）
此處：
- {\displaystyle \mathbf {v} \,}是軌道上天體的軌道速度向量，
- {\displaystyle \mathbf {e} \,}是離心率向量，
- {\displaystyle \mathbf {r} \,}是軌道上天體的軌道位置向量（線段sp）

----
對圓軌道可以簡化成：
{\displaystyle T=\arccos {{\mathbf {n} \cdot \mathbf {r} } \over {\mathbf {\left|n\right|} \mathbf {\left|r\right|} }}}（如果{\displaystyle \mathbf {n} \cdot \mathbf {v} >0}，然後以2π − T取代T)
此處：
- {\displaystyle \mathbf {n} }是指向升交點的位置向量（也就是z-分量{\displaystyle \mathbf {n} }為0）。

----
如果圓軌道的軌道角也是0，還可以再簡化成：
{\displaystyle T=\arccos {r_{x} \over {\mathbf {\left|r\right|} }}}（如果{\displaystyle v_{x}\ >0}，然後以2π − T取代T)
此處：
- {\displaystyle r_{x}\,}是軌道位置向量的x-分量{\displaystyle \mathbf {r} }，
- {\displaystyle v_{x}\,}是軌道速度向量的x-分量{\displaystyle \mathbf {v} }。

## 其他關係
對偏近點角，T和E的關係是：
{\displaystyle \cos {T}={{\cos {E}-e} \over {1-e\cdot \cos {E}}},\,}
或相等於
{\displaystyle \tan {T \over 2}={\sqrt {{1+e} \over {1-e}}}\tan {E \over 2}}。
半徑（位置向量的大小）和近點角的關係是：
{\displaystyle r=a\left(1-e\cdot \cos {E}\right)\,\!}
和
{\displaystyle r=a{(1-e^{2}) \over (1+e\cdot \cos {T})}\,\!}
此處a是軌道的半長軸（線段cz）。注意z是用來測量半長軸的兩個點之一的近拱點（軌道上天體最靠近焦點的點，或橢圓上離中心最遠的點），另一個點是遠拱點（距離同一個焦點最遠，並且與近拱點相距180度）。